# Gåvastbo
Gåvastbo är en by i Östervåla socken, Heby kommun.
Gåvastbo omtalas i dokument första gången 1396 ("j gudwastabodhom"). Under 1500-talet består byn av ett mantal skatte om 5 öresland. Förleden är det fornsvenska mansnamnet Gudvast. 
Bland bebyggelser på ägorna märks gården Anders-Lars och gården Jan-Lars.